# European Low Fares Airline Association
De European Low Fares Airline Association (ELFAA) was een samenwerkingsverband van lagekostenluchtvaartmaatschappijen in Europa. De organisatie was opgericht in 2003 en was gevestigd in Brussel. 
Het doel van ELFAA was om als lobbyorganisatie de belangen van haar leden te beschermen, door het actief beïnvloeden van reguleringen omtrent luchtvaart.
De ELFAA telde bij opheffing tien leden. In 2015 zijn een groot aantal leden van de ELFAA overgegaan naar Airlines for Europe, waarin niet alleen prijsvechters in vertegenwoordigd zijn. Dit impliceerde het einde van de ELFAA.

## Voormalige leden
- British Airways (IAG)
- easyJet
- Iberia (IAG)
- Iberia Express (IAG)
- Jet2
- Norwegian Air Shuttle
- Ryanair
- Vueling (IAG)
- Volotea
- Wizz Air

IAG (British Airways · Iberia · Iberia Express) · easyJet · Jet2 · Norwegian.com · Ryanair · Volotea · Vueling · Wizz Air